# Balikpapan
Balikpapan est une ville d'Indonésie. C'est la deuxième ville de la province de Kalimantan oriental dans l'île de Bornéo. Elle est située sur le détroit de Macassar, à 115 km au sud-est de Samarinda, la capitale de la province. La ville a le statut de kota.

## Histoire
Dans son ouvrage paru en 1724, Oud en Nieuw Oost-Indiën vervattende een naaukeurige en uitvoerige verhandelinge van Nederlands mogentheyd in die gewesten, le naturaliste et explorateur hollandais François Valentijn, qui parcourt l'archipel pour évangéliser ses populations, mentionne un village situé à 3 milles en amont d'une rivière qui se jette dans une baie du nom de « Bilipapan ».
Le 10 février 1897, l'entreprise Mathilda y effectue un premier forage pétrolier.
Au cours de la Seconde Guerre mondiale, la région de Balikpapan a été le théâtre de deux batailles :
- en janvier 1942, la première bataille de Balikpapan, qui permit aux forces japonaises de s'emparer des champs pétrolifères (seulement partiellement endommagés). Le 24 février 1942, 78 personnes sont assassinés sur place par les japonais lors du (en) massacre de Balikpapan. Les victimes sont des civils néerlandais et des prisonniers de guerre.
- Le 1er juillet 1945, lors de la bataille de Bornéo, la seconde bataille de Balikpapan (opération « Hautbois Deux »), un vaste assaut amphibie permettant aux Alliés, américano-australiens, d'expulser les Japonais de l'Est de l'île.

## Administration
Balikpapan est bordée par le Kabupaten de Kutai Kartanegara au nord, par le détroit de Macassar au sud et à l'est, et par le Kabupaten de Penajam Paser du Nord à l'ouest.
La ville est divisée en cinq kecamatan, listés ci-dessous avec leur population correspondante:
| Name                                  | Population Recensement de 2010 |
| ------------------------------------- | ------------------------------ |
| Balikpapan Selatan (Balikpapan Sud)   | 191,737                        |
| Balikpapan Timur (Balikpapan Est)     | 60,664                         |
| Balikpapan Utara (Balilpapan Nord)    | 123,214                        |
| Balikpapan Tengah (Balikpapan Centre) | 98,552                         |
| Balikpapan Barat (Balikpapan Ouest)   | 83,412                         |

## Économie
Balikpapan est depuis longtemps un des centres pétroliers de l'Indonésie. Il est toujours le deuxième (après la province de Riau à Sumatra). C'est aussi un port important, qui exporte notamment du charbon et du bois.
L'aéroport international Sultan Aji Muhamad Sulaiman (code IATA : BPN) est le 6e aéroport indonésien en nombre de passagers, avec plus de 6,6 millions passagers en 2012.
Elle offre également un potentiel touristique, notamment comme point de départ pour visiter l'intérieur du Kalimantan oriental.
Une dizaine de projets immobiliers et hôteliers de grande importance à l'échelle de la ville sont à l'étude tel le « Grand Sudirman Balikpapan ».
La richesse pétrolière dans la région a suscité l'implantation de nombreuses compagnies pétrolières, dont le groupe Total, qui possède des bureaux à Balikpapan.

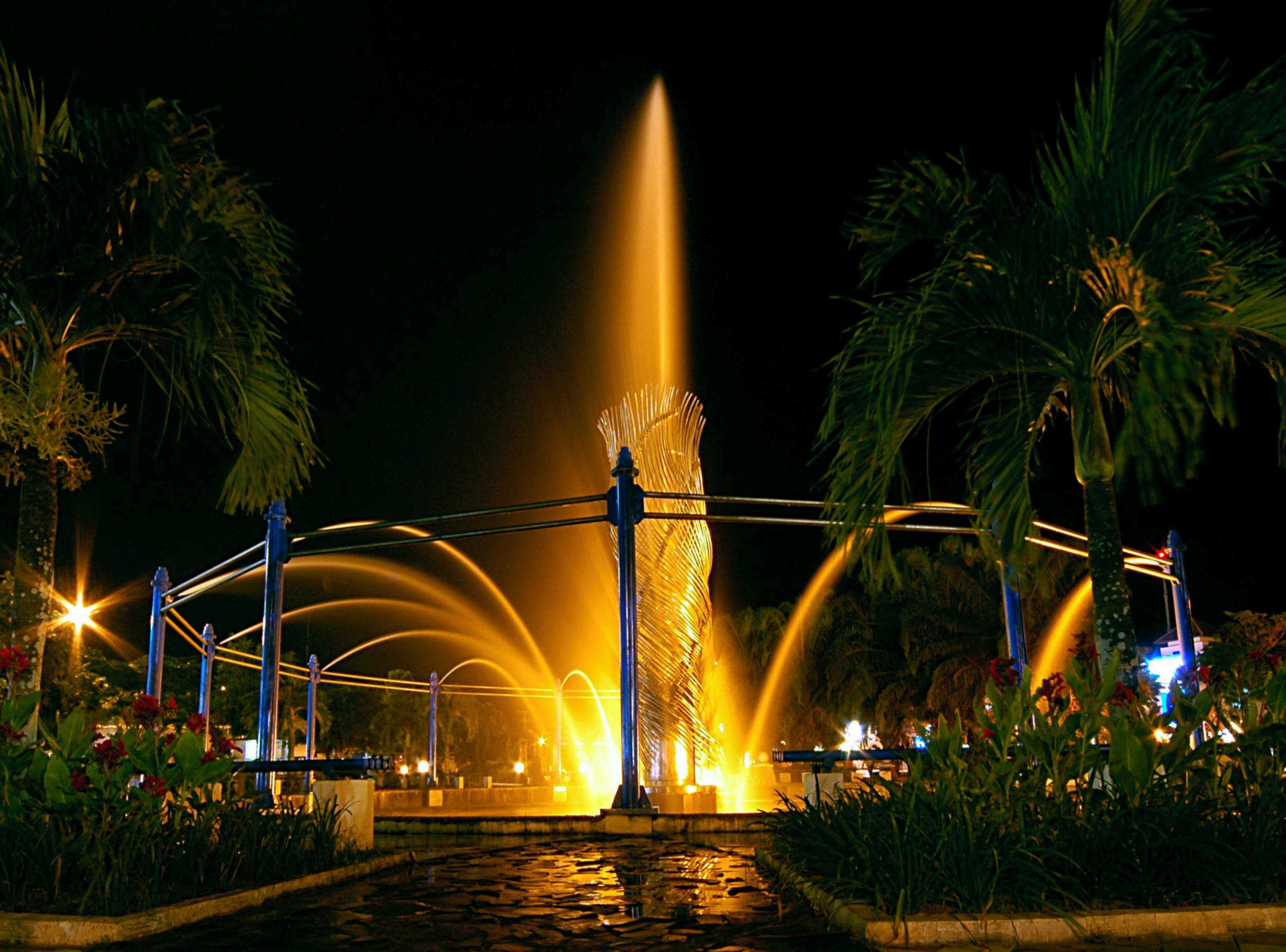
La fontaine du parc Bekapai
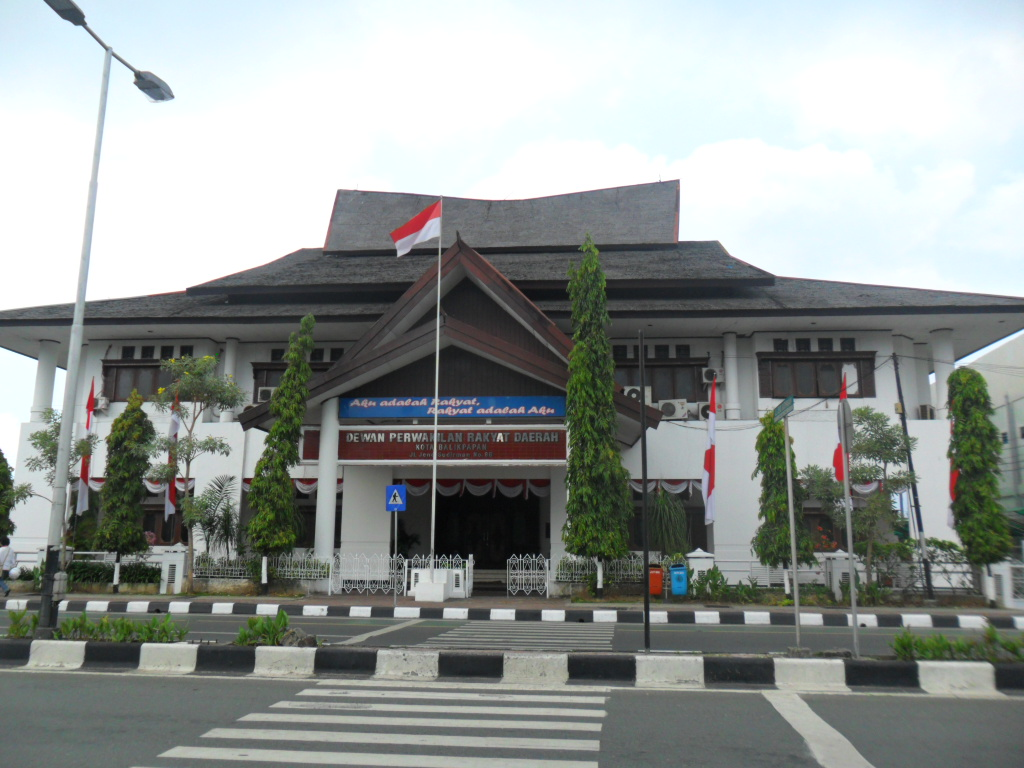
L'assemblée de la kota de Balikpapan
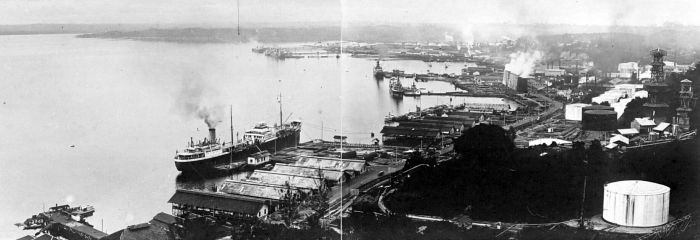
Le port pétrolier de Balikpapan à l'époque des Indes néerlandaises

## Personnalités
- Anneth Delliecia (2005-), chanteuse, est née à Balikpapan